# الحوائق
الحوائق قرية سورية تتبع ناحية سلحب في منطقة السقيلبية في محافظة حماة. بلغ عدد سكانها 747 نسمة في عام 2004 حسب إحصاء المكتب المركزي للإحصاء.
غالبية سكانها يعملون بالزراعة وتربية المواشي ويذكر ان قرية الحوائق تطل على نهر العاصي وفيها موقع أثري هو تل شمرا الأثري وفيها مدرسة ابتدائية ومدرسة إعدادية ونقطة طبية نسبة التعليم 66%.
السكان جميعهم مسلمون علويون.

## وصلات خارجية
- الوحدات الإدارية في محافظة حماة